# Fran Mérida
Francisco Mérida Pérez, besser bekannt als Fran Mérida (* 4. März 1990 in Barcelona), ist ein spanischer Fußballspieler, der aktuell bei Tianjin Jinmen Tiger unter Vertrag steht.

## Karriere

### Verein
Der Mittelfeldspieler stammt aus der Jugend des FC Barcelona. Schon seit seinem achten Lebensjahr spielte Mérida für die Katalanen. Im Sommer 2005 wechselte Mérida nach England zum Londoner FC Arsenal, da er dort, so hofften seine Eltern, mehr Einsatzchancen hätte.
2007 veranlasste ein Gericht, dass Mérida eine Gebühr von 3,2 Millionen Euro an den FC Barcelona zu zahlen habe, da dieser einen Vertrag mit den Katalanen unterschrieben hatte. Sein erstes Spiel für die erste Mannschaft absolvierte er im August 2006 bei einem Freundschaftsspiel gegen FC Boreham Wood. Am 25. September 2007 bestritt er im League Cup gegen Newcastle United sein erstes Pflichtspiel für Arsenal. Es folgten zwei weitere Ligapokaleinsätze am Ende des Jahres. Im April 2008 verlängerte Mérida seinen Vertrag bei Arsenal langfristig um eine unbestimmte Zeit.
Im Januar 2008 wurde er bis Ende der Saison an den spanischen Zweitligisten Real Sociedad ausgeliehen, um dort Spielpraxis zu sammeln. Beim spanischen Zweitligisten kam Mérida 17-mal zum Einsatz und traf dabei ein Mal ins Tor.
In der Saison 2008/09 bestritt Mérida sein erstes Premier-League-Spiel für den FC Arsenal beim 3:1-Sieg bei Birmingham City. Er wurde in der 83. Minute für Samir Nasri eingewechselt. Im weiteren Saisonverlauf kam er noch einmal in der Liga und dreimal im Ligapokal zum Einsatz.
In der darauffolgenden Saison spielte Mérida zum ersten Mal im Europapokal, als er in der Champions-League-Gruppenphase gegen Olympiakos Piräus mitwirkte. In dieser Saison erzielte Mérida außerdem sein erstes Ligator beim 2:0-Sieg gegen die Bolton Wanderers.
Zur Saison 2010/11 wechselte Mérida ablösefrei zu Atlético Madrid und unterschrieb einen Vierjahresvertrag. Zur Saison 2011/12 wurde Mérida an Sporting Braga ausgeliehen. Zur Saison 2012/13 wechselte Mérida zum Hércules Club de Fútbol, im Februar 2013 zum brasilianischen Erstligisten Athletico Paranaense. Über die Station SD Huesca, kam Mérida zur Saison 2016/17 zu CA Osasuna. 2020 wechselte er zu Espanyol Barcelona.
2022 verließ Fran Mérida Europa und ist beim chinesischen Club Tianjin Jinmen Tiger unter Vertrag.

### Nationalmannschaft
2007 wurde er als Spielmacher der spanischen U-17-Mannschaft Europameister. Mérida kam in vier von fünf Spielen zum Einsatz, erzielte dabei ein Tor und wurde anschließend in die Elf des Turniers gewählt. Im selben Jahr nahm er mit Spaniens U-17-Auswahl an der WM teil. Dort scheiterte er mit seinem Team im Finale an Nigeria im Elfmeterschießen. Méridas Elfmeter wurde vom nigerianischen Torhüter gehalten. Mérida erzielte in diesem Turnier ein Tor in sechs Spielen.
2009 wurde Mérida in den Kader für die im jenen Jahr in Ägypten stattfindende Junioren-Fußballweltmeisterschaft berufen. Spanien beendete bei diesem Turnier die Gruppenphase mit der maximalen Punkteausbeute und 13:0 Toren, Mérida steuerte dazu zwei Tore in zwei Spielen bei. Das anschließende frühzeitige Ausscheiden im Achtelfinale gegen Italien konnte er jedoch nicht verhindern.
Bereits zwei Monate zuvor schied er mit einer spanischen Jugendnationalmannschaft, der U-19, frühzeitig in der Gruppenphase bei der EM in der Ukraine aus.

## Erfolge
- U-17-Fußball-Europameisterschaft: 2007
- Europa-League-Sieger: 2012